# 월계도서관
월계문화정보도서관은 서울특별시 노원구 소재의 도서관이다.
2021년 9월 서울특별시 노원구 도서관 설치 및 운영 조례 개정으로 '월계도서관'으로 명칭 변경

## 연혁
- 2007.10 월계문화정보도서관 준공
- 2007.12 도서관 개관
- 2011.11 노원구 도서관 위탁운영자 변경(위탁운영자:노원교육복지재단)
- 2020.12 노원구 도서관 위탁운영자 변경(위탁운영자:노원문화재단)
- 2021.09 노원구 도서관 조례 개정으로 '월계도서관'으로 명칭 변경

## 시설현황

### 역대관장
- 박미영
- 김태식
- 권기정
- 이명자
- 김선영
- 박인철